# Eberhard von Otterstedt
Eberhard von Otterstedt (* 10. Oktober 1881 in Hildburghausen; † 1968 in Ballenstedt) war ein deutscher Landschaftsmaler, Porträtist, Zeichner und Kinderbuchillustrator.
Eberhard entstammte dem alten märkischen briefadeligen Adelsgeschlecht von Otterstedt aus dem Teltower Kreis. Sein Urgroßvater war der preußische Diplomat Georg Ulrich Ludwig Friedrich Joachim Freiherr von Otterstedt (* 1769; † 1850). Sein Vater Alfred von Otterstedt (* 1850;  † 1913) führte den Freiherrentitel nicht, war vorerst Oberstleutnant und Kommandeur der Kriegsschule in Meiningen, zuletzt Generalleutnant z. D. Seine Mutter Editha von Holtzendorff-Simkau (* 1854;  † 1928) entstammte dem uckermärkischen Uradel. Otterstedt war zuerst am König-Wilhelm-Gymnasium in Stettin und machte sein Abitur am Königlichen Evangelischen Gymnasium in Glogau. Dann studierte er an der Akademie der Künste (Berlin) und  später in Paris. Von Otterstedt lebte und arbeitete am letzten Wohnort seiner Eltern, wo er auch Malschüler unterrichtete und später verstarb. 1925 heiratete er Helene Erika von Spies (* 1880) aus Pittehnen, Kreis Heilsberg in Ostpreußen, Tochter des 1890 auch in Preußen mit der Adelsanerkennung ausgestatteten Gutsbesitzers Leutnant a. D. Waldemar von Spies und der Helene von Holtzendorff-Simkau. Später lebte die Familie in der Uckermark und dann in Ballenstedt, mit der Schwester Irmgard. Das Ehepaar selbst hatte keine Kinder. Eberhard und Erika von Otterstedt waren Mitglieder der Deutschen Adelsgenossenschaft.
Otterstedt porträtierte etwa Bogislav von Bonin und stand mit Clemens von Delbrück in Kontakt. Erhalten sind Buntglasfenster zur mittelalterlichen Stadtgeschichte im Stendaler Rathaus (Gewandhaus), die um 1939 gestaltet wurden.